# Gymnocalycium gibbosum
Gymnocalycium gibbosum ist eine Pflanzenart in der Gattung Gymnocalycium aus der Familie der Kakteengewächse (Cactaceae).

## Beschreibung
Gymnocalycium gibbosum wächst meist einzeln mit dunkel blaugrünen, kugelförmigen bis kurz zylindrischen Trieben, die Durchmesser von 10 bis 12 Zentimeter erreichen. Die zwölf bis 19 Rippen sind auffällig gekerbt. Die ein bis drei Mitteldornen fehlen häufig. Die sieben bis 15 geraden, steifen, hellbraunen bis fast schwarzen Randdornen weisen eine Länge von bis zu 3,5 Zentimeter auf.
Die weißen oder manchmal rötlichen Blüten sind bis zu 6 Zentimeter lang. Die dunkelgrünen Früchte sind keulenförmig.

## Verbreitung, Systematik und Gefährdung
Gymnocalycium gibbosum ist von Mittel- bis Süd-Argentinien bis in Höhenlagen von 1000 Metern verbreitet.
Die Erstbeschreibung als Cactus gibbosus erfolgte 1816 durch Adrian Hardy Haworth. Ludwig Mittler stellte die Art 1844 in die Gattung Gymnocalycium. Weitere nomenklatorische Synonyme sind Cereus gibbosus (Haw.) Sweet (1826), Echinocactus gibbosus (Haw.) DC. (1828) und Cereus gibbosus (Haw.) Pfeiff. (1837, nom. illeg.).
Es werden folgende Unterarten unterschieden:
- Gymnocalycium gibbosum subsp. gibbosum
- Gymnocalycium gibbosum subsp. borthii (Koop ex H.Till) G.J.Charles

In der Roten Liste gefährdeter Arten der IUCN wird die Art als „Least Concern (LC)“, d. h. als nicht gefährdet geführt.

## Nachweise